# Салли, Ирен и Мэри
«Салли, Ирен и Мэри» (англ. Sally, Irene and Mary) — американская комедийная драма режиссёра Эдмунда Гулдинга 1925 года. Картина основана на одноимённой пьесе Эдди Доулинга и Сайруса Вудса. Фильм рассказывает о романтических приключениях трёх девушек.

## В ролях
- Констанс Беннетт — Салли
- Джоан Кроуфорд  — Ирэн
- Салли О’Нил — Мэри
- Уильям Хейнс — Джимми Данган
- Дуглас Гилмор — Глен Нестер
- Рэй Говард — Чарльз Гринвуд
- Генри Колкер — Маркус Мортон